# اتانازی
اتانازی که با نام‌های مرگ آسان، «مرگ خودخواسته»، مرگ اختیاری، به‌مرگی،  ، یوتانازی (به انگلیسی: Euthanasia) یا اوتانازی (به فرانسوی: Euthanasie) که از زبان یونانی (εὐθανασία) به‌معنی «مرگِ خوب» است، در اصطلاح، شرایطی است که در آن بیمار بنا به درخواست خودش به صورت طبیعی و آرام بمیرد.
کسانی که در شرایط این نوع از مرگ قرار دارند، بیشتر افراد دارای ویژگی‌های بیماران لاعلاج یا افرادی که از یک بیماری سخت روانی (اختلال افسردگی اساسی و …) رنج می‌برند و با رضایت خود، از افرادی مثل پزشکان معالج یا پرستاران یا افراد خانوادهٔ خود بخواهند که به آن‌ها در مردن کمک کنند. در زبان فارسی به آن «مرگ شیرین»، «مرگ باوقار»، «مرگ موقّرانه» یا «مرگ بدون بی‌حرمتی» نیز گفته شده است.

## روش‌ها
توقّف روند درمان یک بیمار، قطع سِرُم و تغذیه وریدی، قطع اکسیژن، جلوگیری از دیالیز و جداکردن فرد از دستگاه‌های حمایتی ارگان‌های حیاتی، همچنین دادن داروهای مسکن با دوز بالا، که موجب کاهش هوشیاری و تسریع مرگ می‌شوند، از روش‌های اتانازی به حساب می‌آیند.
برداشت‌های متفاوت از مفهوم  اتانازی  وجود دارد؛ مثلاً در روش غیرمستقیم، پزشک با تجویز دارویی، فقط مقدمات مرگ بیمار را فراهم می‌کند و بیمار با آگاهی کامل به استقبال مرگ اختیاری می‌رود.
ولی در روش مستقیم، پزشک یا پرستار خود عامل مرگ بیمار هستند. تزریق داروی کشنده و جداکردن بیمار از دستگاه‌های حمایتی، نمونه‌هایی از این روش هستند که بعضی اوقات بدون اطلاع بیمار انجام می‌شوند. بدین ترتیب جداکردن بیمار مرگ مغزی از دستگاه‌های حمایتی نیز از نظر بسیاری «اتانازی غیر داوطلبانه، غیر فعّال» به‌شمار می‌آید.

## در کشورها
در بسیاری از این کشورها، کمیسیون پزشکی باید وضعیت بیمار را کاملاً بررسی کند.
سوئیس با تصویب قانون مربوط به آن در سال ۱۹۴۲، به عنوان نخستین کشور صادرکننده اجازه اتانازی است. در این کشور امکان اتانازی حتی برای افراد خارجی نیز وجود دارد.
قوانین جامع و مدون «حق پایان دادن به زندگی» کشور هلند، در سال ۲۰۰۲ تکمیل شدند. در هلند و بلژیک محدودیت سنی برای اتانازی وجود ندارد. اما کودکان باید توانایی تصمیم‌گیری منطقی داشته و در حال گذراندن مراحل پایانی بیماری لاعلاج باشند. والدین کودکان زیر ۱۸ سال هم باید رسماً رضایت خود را برای اتانازی فرزندشان اعلام کنند.
در دیگر کشورها مانند لوکزامبورگ، کلمبیا و چند ایالت از ایالات متحده آمریکا شامل اورگن، واشینگتن، مونتانا و کالیفرنیا، ورمانت و کلرادو اتانازی به روش غیرمستقیم قانونی است.
در استرالیا بین سال‌های ۱۹۹۵ تا ۱۹۹۶ اتانازی در ایالت قلمرو شمالی قانونی بود. در سال ۲۰۱۷ پس از بحث‌های بسیار، امکان انجام مرگ خود خواسته در ایالت ویکتوریا قانونی شد. با این وجود، انجام چنین کاری بستگی به این دارد که شخص به بیماری لاعلاجی مبتلا باشد. مجمع پزشکی استرالیا به شدت با مرگ خود خواسته مخالف است؛ زیرا از دید آنان، چنین عملی با اخلاقیات پزشکی ناسازگار است.
استان کِبـِک کانادا نیز از سال ۲۰۱۶ امکان اتانازی را فراهم کرد.
در سوئد اگر پزشک، نیاز مرگ آرام فردی را تأیید کند مرگ آرام قانونی است. برای نمونه اگر بیمار در مراحل پایانی زندگی باشد یا تزریق دارو به بیمار بی‌فایده و دردآور باشد.
در مارس سال ۲۰۲۱ اسپانیا نیز اتانازی را در این کشور قانونی اعلام کرد. اسپانیا چهارمین کشور اتحادیه اروپاست که به‌مرگی را قانونی می‌کند.
۲۰۲ نماینده پارلمان به این قانون رای موافق و ۱۴۱ تن از آنها رای مخالف و دو نفر رای ممتنع دادند.
وزیر بهداشت اسپانیا با حضور در پارلمان، تصویب این قانون پیشنهادی دولت سوسیالیست اسپانیا را یک «پیشرفت مدنی تاریخی» خواند. کارولینا داریاس خطاب به نمایندگان گفت: «امروز روز مهمی در تاریخ ماست. ما در حال به رسمیت شناختن یکی از رکن‌های اصلی حقوق بشر هستیم. ما در حال حرکت به سوی جامعه ای انسانی تر و عادلانه‌تر هستیم.»

از ۷ نوامبر ۲۰۲۱، اتانازی در نیوزیلند نیز قانونی شد.

آبی: اتانازی قانونی‌ آبی کمرنگ: اتانازی غیر مستقیم قانونی‌ قرمز: غیرقانونی‌ سیاه: بسته به ایالت، متفاوت است

## نمونه‌هایی از اتانازی
یکی از مشهورترین سوابق اتانازی در جریان جنگ دوم جهانی دیده شده است. در ۱۹۳۹ میلادی، آلمان نازی یک اتانازی غیرداوطلبانه و سری را طراحی کرد. در این طرح - عملیات T۴ - کودکان زیر ۳ سال که دارای عقب ماندگی ذهنی یا نقص عضو یا ناتوانی جسمی اساسی بودند کشته شدند. بعدها این طرح شامل کودکان بزرگتر و بزرگسالان نیز گردید. بیماران روانی تیمارستان‌های آلمان و اتریش به همین جهت به ۶ اردوگاه مرگ منتقل می‌شدند.
برنامه T۴ پس از آن به اردوگاه‌های کار و بازداشتگاه‌های اسرا نیز سرایت کرد بنحوی که زندانیانی که به‌شدت بیمار بودند در این برنامه قرار می‌گرفتند.
نمونه‌ای دیگر در دهه اخیر، پیر جورجیو ولبی یک نویسنده ایتالیایی بود که به خاطر وخامت اوضاع بیماری‌اش اقدام به اتانازی کرد. اما کلیسای ایتالیا اجازه نداده بود برای او مراسم مذهبی بگیرند و این مسئله طرفداران اتانازی را ناراحت کرده بود.

## دیدگاه‌ها

### موافقان
موافقان  اتانازی از آن با تعابیر مرگ تسهیل شده، مرگ با شرافت، مرگ در آرامش و… نام می‌برند.

### مخالفان
مخالفان اخلاقی  اتانازی)، با قانونی شدن  اتانازی  و رواج آن، انگیزه درمان برخی بیماری‌ها از بین خواهد رفت و جلوی پیشرفت علم پزشکی گرفته خواهد شد، از همه مهم‌تر نگهداری سالمندان برای افراد و بستگان آن‌ها مشکل شده و از همه مهم‌تر، اعتماد بیمار به پزشک به علت ترس بیمار از قطع درمان توسط پزشک و انجام اتانازی، از بین خواهد رفت؛ بنابراین دیگر نمی‌توان با خیال راحت به هیچ بیمارستانی پا گذاشت.

## ادیان
عقیده مشترک بسیاری از ملل و مذاهب مختلف از جمله مسیحیت، اسلام و یهودیت این است که زندگی، هدیه خداوند است و باید با تمام توان در حفاظت آن کوشید و بیماری و سختی‌های آن جزئی از زندگی و سرنوشت آدمی است که باید به‌طور طبیعی طی شود.

### اسلام
از منظر اسلام، بیمار اگر دین دار و مؤمن باشد، تحمّل درد و رنج و صبر و بردباری در برابر آن، موجب بخشش گناهان و تزکیه نفس و تخفیف مجازات یا افزایش درجات و رسیدن به ثواب‌های بیشتر اخروی می‌شود و اگر غیر مؤمن باشد چه بسا درد و رنج موجب گردد از رفتار و زندگی گذشته خود پشیمان شده و توبه کند و با حال ایمان از دنیا برود.

### مسیحیت
یکی از جنجالی‌ترین پرونده‌هایی که مطرح شده، موضوعی که در فضای رسانه‌ای محافظه‌کار اروپا، طرح آن جسارت خاصی می‌خواست، این ادعاست که پاپ ژان پل دوم رهبر پیشین کلیسای کاتولیک که مخالف اصلی اتانازی بود خود درخواست به‌مرگی کرده است. تنها مدرک مدعیان اتانازی کردن پاپ، فیلم و نگاره‌هایی است که در آن مشخص است که برخلاف معمول، برای پاپ لوله تغذیه بینی-معده گذاشته نشده است. دوسال پس از مرگ پاپ، در سال ۲۰۰۷ میلادی، پزشک ایتالیایی متخصص بیهوشی و از طرفداران اتانازی ادعا کرد که با بررسی‌های فیلم‌های مربوط به آخرین روزهای زندگی پاپ کاملاً مشخص است که پاپ در آخرین روزهای عمر خود به علت پیشرفت بیماری پارکینسون، توانایی بلع نداشته و کاهش وزن شدیدی داشته است و اقدامات درمانی‌ای که روی پاپ ژان پل‌دوم انجام می‌شده برای مراقبت و زنده‌نگهداشتن او کافی نبوده است. این پزشک ادعا کرد احتمالاً پاپ از این موضوع آگاه بوده و تیم پزشکی وی آگاهانه زمینه مرگ او را فراهم کرده‌اند. اگرچه در ۳ روز آخر پزشکان برای پاپ لوله بینی گذاشتند اما زمانی بود که به نظر بسیاری از متخصصان، دیگر دیر شده بود. این موضوع می‌توانست یک اختلاف‌نظر پزشکی باشد ولی انتشار آخرین کلمات پاپ در رسانه‌ها که گفته بود «بگذارید بروم به خانه پدر» باعث شد تا این پزشک ادعای بزرگ خود را مطرح کند.
وی نتیجه می‌گیرد که پاپ عملاً با اجازه‌ندادن به استفاده از اقدامات درمانی لازم درخواست اتانازی کرده بود و این جمله نیز می‌تواند احتمال درخواست آن را از طرف پاپ تقویت کند.
واتیکان به شدت این ادعا را رد کرد و آن را هیاهوی رسانه‌ای برای گیج کردن مردم خواند. پزشک ویژه نیز اعلام کرد که پزشک مزبور به مدارک پزشکی پاپ دسترسی نداشته و ادعاهای او براساس بعضی تصاویر ویدیویی بوده که به هیچ وجه نمی‌تواند برای اظهارنظر کافی باشد و درحد حدس و گمان است و جمله پاپ تنها یک دعای عرفانی بوده است. پاپ بندیکت شانزدهم گفت: «اقدامات درمانی خاص مثل تغذیه وریدی و تغذیه از طریق لوله هم نوعی روش درمانی معمولی محسوب می‌شوند و قطع آن‌ها اتانازی به حساب می‌آید که یک گناه نابخشودنی است».

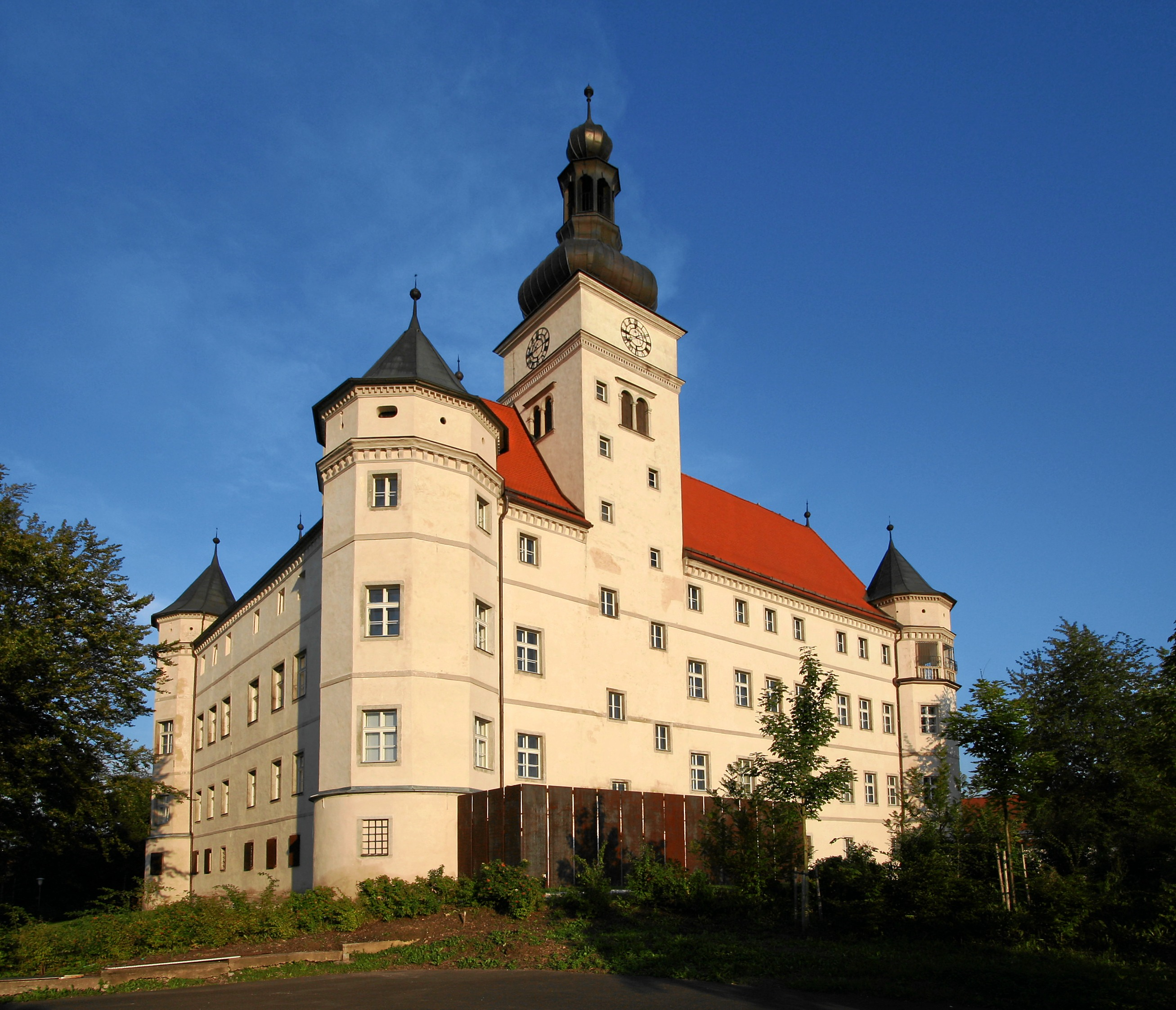
قلعه هارتهام در منطقه الکاون در شمال اتریش، جایی که تاکنون ۱۸۰۰۰ نفر اتانازی کرده‌اند.

## در فیلم

### دختر میلیون‌دلاری
در پایان فیلم دختر میلیون‌دلاری از روش اتانازی برای کشتن یک ناتوان و براساس درخواست خود او انجام می‌گیرد. پایان این فیلم مورد انتقاد طرفداران حقوق ناتوانان قرار گرفت؛ زیرا آنان معتقد بودند که فیلم، مشوق عمل اتانازی ناتوانان می‌باشد.

### گمشده
در سریال گمشده (لاست) ادوارد مارس از جیمز فورد درخواست اتانازی می‌کند. جیمز فورد با تنها گلوله‌ای که داشت به او شلیک می‌کند؛ ولی تیرش خطا می‌رود و او درد بیشتری می‌کشد. در پایان، جک شفرد کار را تمام می‌کند. همچنین بون نیز از جک درخواست اتانازی می‌کند

### دریای درون
فیلم دریای درون (اقتباسی از زندگی واقعی رامون سمپدرو) ساخته آلخاندرو آمنابار داستان ملوانی است که در یک حادثه، دچار شکستگی استخوان گردن و آسیب طناب نخاعی می‌شود. او به مدت ۲۹ سال تلاش کرد دادگاه، حق مرگ آسان را برای او به رسمیت بشناسد تا او بتواند به زندگی خود پایان دهد.

### تو جک را نمی‌شناسی
در فیلم تو جک را نمی‌شناسی تلاش برای قانونی شدن این اقدام در دهه نود آمریکا به تصویر کشیده می‌شود.

### من پیش از تو
در فیلم من پیش از تو، ویل ترینر فرد جوانی که در یک حادثه از ناحیه گردن به پایین دچار معلولیت شده است را به تصویر می‌کشد که قصد پایان دادن به زندگی دردآور و خسته‌کننده خود دارد اما لوئیزا کلارک پرستار جدید و عجیب و غریبش تلاش می‌کند ویل را به زندگی امیدوار کند. آرام آرام بین این دو داستان‌های عاشقانه‌ای اتفاق می‌افتد اما سر انجام ویل ترینر با مراجعه به سازمانی در سوئیس اقدام به اتانازی می‌کند.

### مه
در این فیلم ساخته فرانک دارابوت در آخرین سکانس از این فیلم شخصیت اصلی فیلم برای رهایی از اتفاقات به همراه چند نفر که یکی از آنها فرزند خود اوست دست به این کار می‌زند.

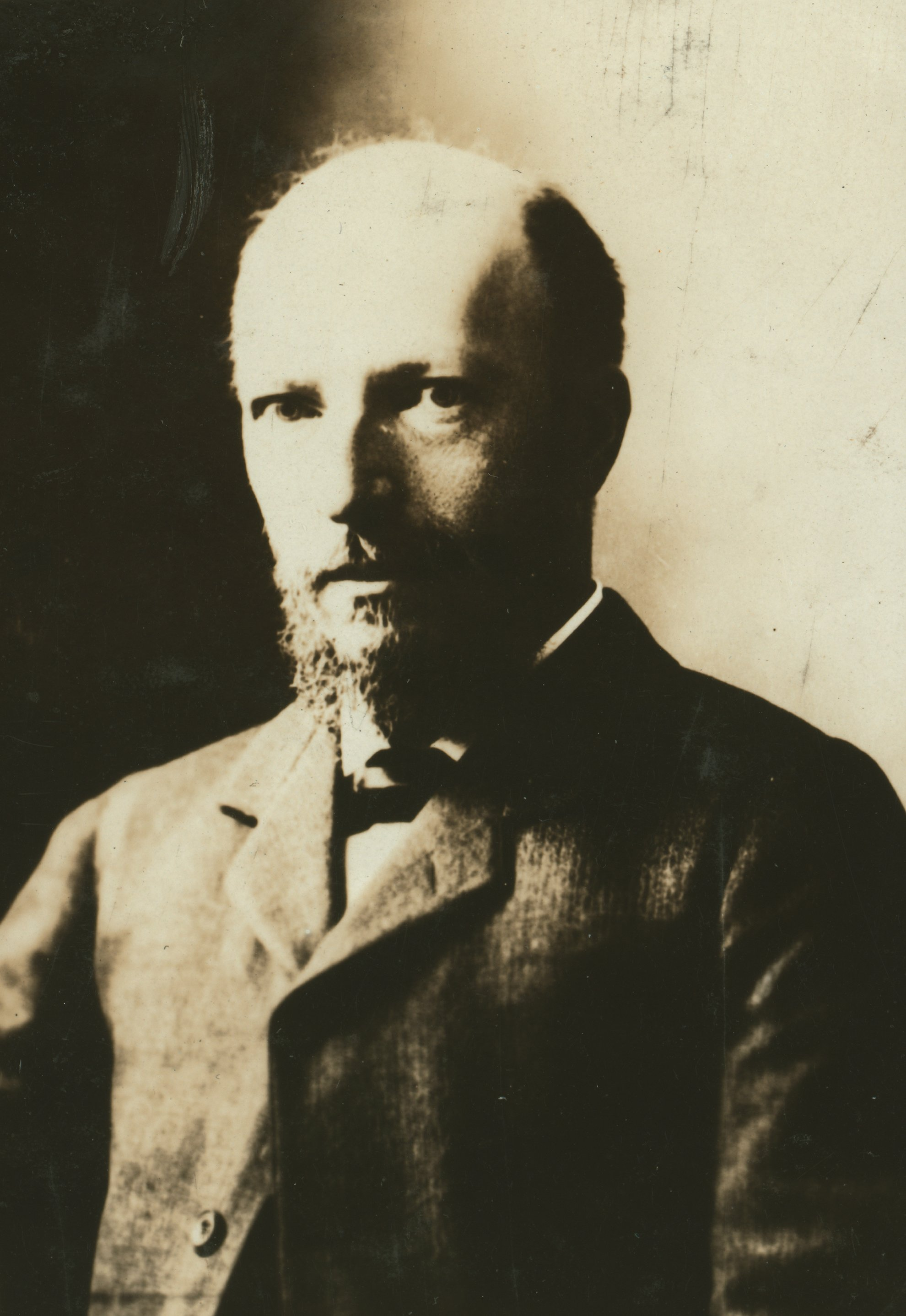
فیلیکس آدلر نخستین فردی بود که در سال ۱۹۱۳ در آمریکا اجازه خودکشی در صورت ابتلا به بیماری لاعلاج را صادر کرد.